# Ciao! (Al Caiola)
Ciao! è un album discografico a nome di Al Caiola and His Orchestra, pubblicato dalla casa discografica United Artists Records nell'aprile del 1963.
Ancora una volta, il chitarrista ripropone alcuni successi della canzone italiana, come: Quando quando quando, Summertime in Venice, Na voce na chitarra e'o poco, 'e luna (portata alla notorietà da Roberto Murolo), Al di là (cantata per primo da Luciano Tajoli), che nell'album è accreditata a Carlo Donida e Ervin Drake, mentre di solito reca la firma di Donida-Mogol, la plurieseguita canzone Love Theme from La Strada (Perry Como è uno dei tanti che l'ha cantata), Serenade in the Night è la versione americana della canzone napoletana Violino Tzigano, This World We Love In è il motivo di Il cielo in una stanza portato al successo sia da Gino Paoli (che è anche il coautore del brano) che da Mina.

## Tracce
Lato A
1. Quando quando quando – 2:37 (Alberto Testa, Tony Renis)
2. You're Breaking My Heart – 2:35 (Pat Genaro, Sunny Skylar)
3. Guitango – 2:50 (Al Caiola)
4. Summertime in Venice – 2:41 (Icini, Carl Sigman)
5. Na voce na chitarra e'o poco, 'e luna – 2:45 (Carlo Alberto Rossi, Al Stillman, Ugo Calise)
6. Al di là – 2:39 (Carlo Donida, Ervin Drake)

Lato B
1. Ciao (Chow) – 2:16 (Angelo Musolino, Edwin D. McMullen, Henry Jerome)
2. Love Theme from "La strada" – 2:58 (Michele Galdieri, Nino Rota)
3. Serenade in the Night – 2:39 (Bruno Cherubini, Cesare Andrea Bixio, Jimmy Kennedy)
4. Pretend You Don't See Her – 2:16 (Steve Allen)
5. This World We Love In – 2:44 (Toang, Mogol)
6. Tango Italiano – 2:22 (Bruno Pallesi, Luciano Beretta, Walter Malgoni)

## Musicisti
- Al Caiola - chitarra, arrangiamenti
- Altri musicisti non accreditati

Note aggiuntive
- Leroy Holmes - produttore[2]